# يوليوس برنشلي
يوليوس برنشلي (بالإنجليزية: Julius Brenchley)‏ يوليوس لوسيوس برينشلي (30November 1816 – 24 February 1873) من مدستون. كان مستكشف إنجليزي في القرن ال19, وعالم طبيعة ومؤلف.
قضى الكثير من حياته في استكشاف العالم بحثا عن المعرفة. لم يسبق له ان تزوج لأنه كان مشغولا للغاية في الاستكشاف.
مات وله من العمر 56 عاما فقط، في 24 فبراير، 1873 في أحد فنادق فولكستون ودفن في مدافن العائلة في كنيسة جميع القديسين، ميدستون.